# Holoártico

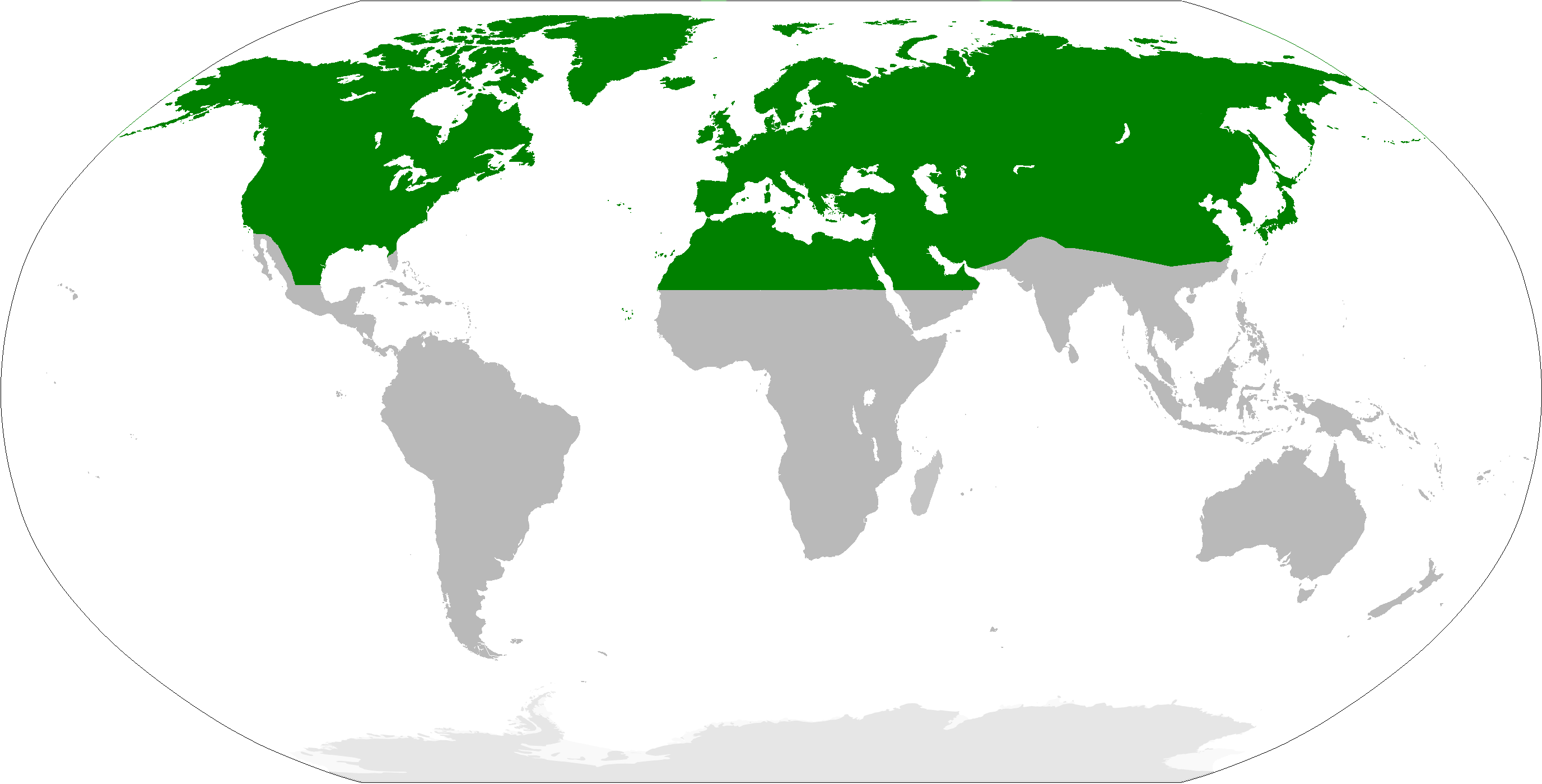
Região holoártica.

Holoártico ou Holártico (do grego: holos "todo" e arktikos "urso") é a designação usada em biogeografia para referir conjuntamente os habitats encontrados nos continentes boreais da Terra. A região biogeográfica holoártica assim criada é em geral dividida na ecozona paleártica, que inclui o norte de África e toda a Eurásia, com excepção do sueste asiático e o subcontinente indiano, e na ecozona Neártica, que compreende toda a América do Norte até ao sul do México. Em geobotânica esta região corresponde, grosso modo, ao Reino Boreal.